# Доспей
Доспе́й (болг. Доспей) — село в Софійській області Болгарії. Входить до складу общини Самоков.

## Населення
За даними перепису населення 2011 року у селі проживали 613 осіб, з них 576 осіб (99,7%) — болгари.
Розподіл населення за віком у 2011 році:
Динаміка населення: